# La gran jornada
La gran jornada (en inglés: The Big Trail) es una película estadounidense del año 1930 protagonizada por John Wayne en su primer papel protagónico y dirigida por Raoul Walsh.
La película es considerada en la actualidad un clásico de culto. En la página Rotten Tomatoes, el filme cuenta con un ranking aprobatorio del 100%.
Fue uno de los primeros wéstern que se rodaron con la llegada del cine sonoro, filmado en formato de 70 mm y con un tratamiento de sonido muy avanzado para la época, que se reflejó en algunas de sus escenas, como la del transporte de caravanas por un precipicio, que dejó muy buenas críticas por sus efectos impresionantes.

## Sinopsis
Una gran caravana de colonos intenta cruzar la senda de Oregón. Breck Coleman es un joven cazador que acaba de regresar a Misuri de sus viajes cerca de Santa Fe, buscando vengar la muerte de un viejo amigo cazador que fue asesinado el invierno anterior a lo largo del Camino de Santa Fe para robar sus pieles por Red Flack y su subalterno López.

## Reparto
- John Wayne como Breck Coleman.
- Marguerite Churchill como Ruth Cameron.
- El Brendel como Gus.
- Tully Marshall como Zeke.
- Tyrone Power Sr. como Red Flack.
- Frederick Burton como Pa Bascom.
- Russ Powell como Windy Bill.
- Ian Keith como Bill Thorpe.